# Usina Hidrelétrica de Djibloho
A Usina Hidrelétrica de Djibloho é uma usina hidroelétrica no Rio Wele, perto de Djibloho em Wele-Nzas, na Guiné Equatorial. O propósito primário da hidroelétrica é a geração de energia e ela tem 120 MW de capacidade instalada. A construção do projeto começou em 2008 e foi inaugurada em outubro de 2012. É a maior hidroelétrica do país. A maior parte do custo do projeto foi financiado pelo governo, mas alguns fundos foram providenciados pelo governo chinês. A Sinohydro construiu a represa e a estação de energia.